# وستغان (فريدون شهر)
وستغان (بالفارسية: وستگان) هي قرية تقع في قسم بشتكوة موغوئي الريفي في إيران. يقدر عدد سكانها بـ 203 نسمة بحسب إحصاء 2016.